# ガシュ・バルカ地方

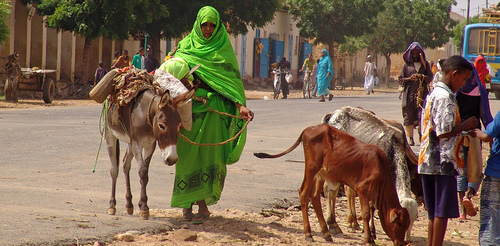
アゴルダト市内

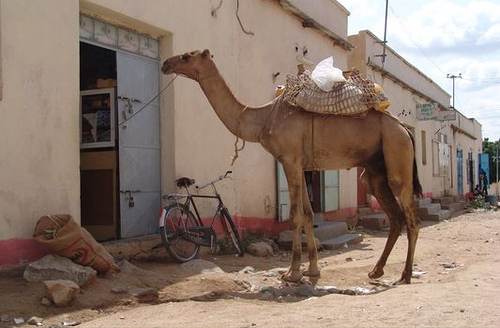
バレンツ市内

ガシュ・バルカ地方（英語: Gash-Barka, ティグリニャ語: ጋሽ-ባርካ）はエリトリアの行政区画。

## 概要
ガシュ・バルカ地方はエリトリアの行政区画のひとつで、内陸部に位置する。 エリトリアの西部にあり、北部でアンセバ地方、東でマアカル地方、デブブ地方に接している。北西部はスーダン、南はエチオピアと国境を接している。州都はバレンツ、旧州都はアゴルダト。面積は約33,200平方キロメートル、エリトリアの約1/3にあたる約57万人の人口を擁する。行政官はカフサイ・ゲブレヒウェット（2007年現在）

## 経済
この地方が比較的肥沃であることから「パン籠」と呼ばれることがある。2005年現在、350万頭以上の家畜やラクダがいると考えられている。またこの地方には大理石及び金を含む貴金属の鉱床があり、アウガロにはイタリア植民地時代の採鉱設備がある。近隣地域の中では住民の健康や栄養が保たれている地域である。

### 主な産物
- バナナ
- トマト
- 綿花
- タマネギ
- 雑穀類
- ゴマ
- ピーマン
- メロン

## ガシュ・バルカ地方の下部行政区画
この地方は、以下の下部行政区画を含んでいる。
- アゴルダト地区（英語版） - 行政府所在地：アゴルダト (Agordat City)
- バレンツ地区（英語版） - 行政府所在地：バレンツ (Barentu City)
- デゲ地区（英語版） - 行政府所在地：Dghe
- フォルト地区（英語版） - 行政府所在地：Forto
- ゴグネ地区（英語版） - 行政府所在地：Gogne
- ハイコタ地区（英語版） - 行政府所在地：ハイコタ (Haykota)
- ロゴ・アンセバ地区（英語版） - 行政府所在地：Logo Anseba
- メンスラ地区（英語版） - 行政府所在地：Mensura
- モーゴロ地区（英語版） - 行政府所在地：モーゴロ (Mogolo)
- モルキ地区（英語版）- 行政府所在地：Molki
- オム・ハジェル地区（英語版） - 行政府所在地：オム・ハジェル(Omhajer 〔Guluj〕)
- シャンブコ地区（英語版） - 行政府所在地：シャンブコ(Shambuko)
- テセネイ地区（英語版） - 行政府所在地：テセネイ(Tesseney)
- 上ガシュ地区（英語版） - 行政府所在地：Lae'ley Gash（英語: Upper Gash）